# Pseudoclanis comorensis
Pseudoclanis comorensis är en fjärilsart som beskrevs av Rothschild och Jordan 1916. Pseudoclanis comorensis ingår i släktet Pseudoclanis och familjen svärmare. Inga underarter finns listade i Catalogue of Life.